# Mochna husí

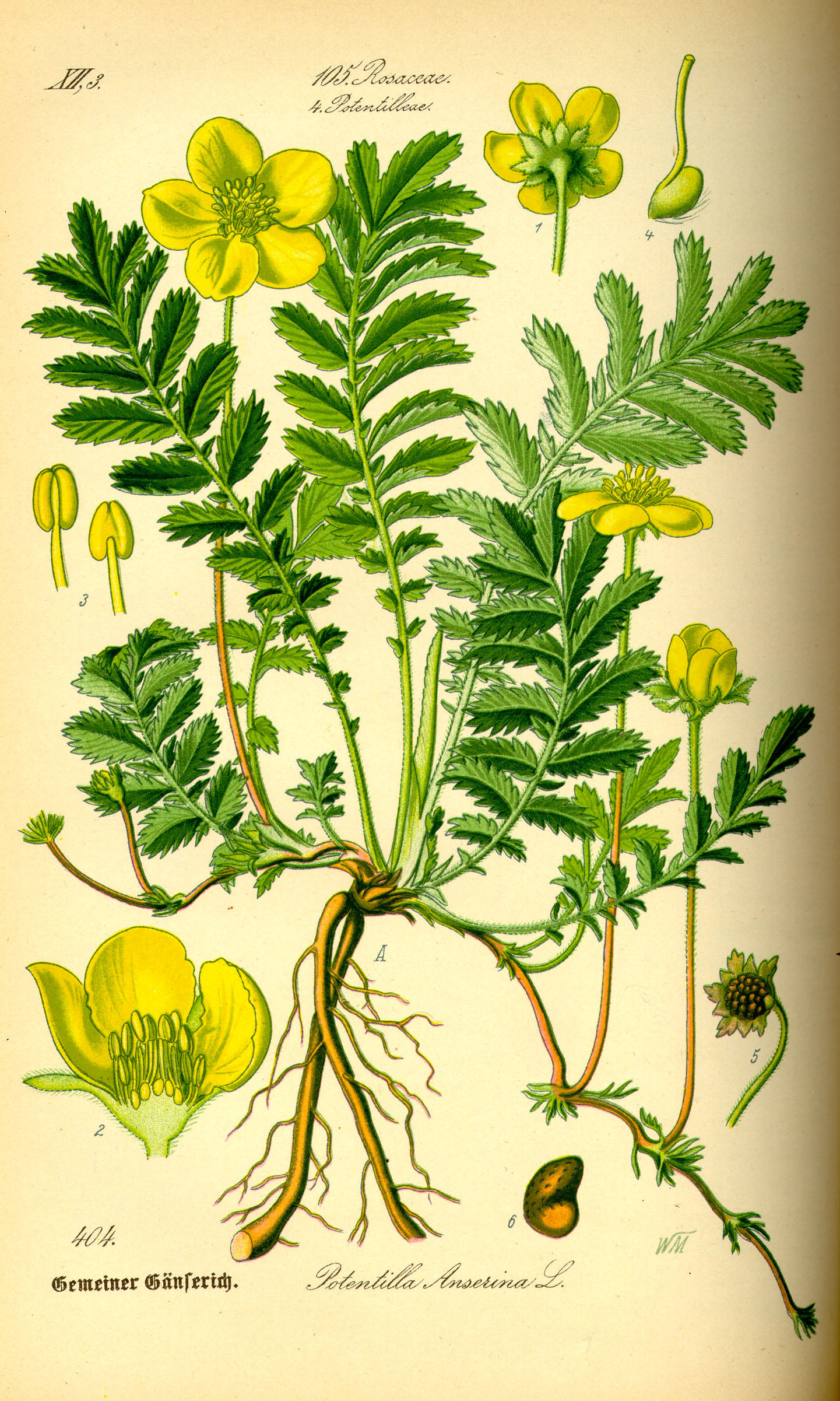
Nákres mochny husí

Mochna husí (Potentilla anserina) je vytrvalá rostlina, občas považována za nepříjemný plevel, rozšiřující se pomoci plazivých, kořenujících šlahounovitých výběžků.

## Výskyt
Pochází z Jihovýchodní Asie a v současnosti vyrůstá v mírném pásu téměř po celé severní polokouli. Zavlečena byla také do Jižní Ameriky, Austrálie i na Nový Zéland.
Roste na vlhkých místech, i na těch které občas vysýchají, na loukách, pastvinách, okolo příkopů, cest i na rumištích a v zahradách. Vyžaduje hlavně dusíkem dobře zásobenou půdu, nevadí ani mírné zasolení. Na území České republiky vytváří husté porosty od nížin do podhůří, nejčastěji vyskytuje ve svazech Agropyro-Rumicion crispi, Molinio-Arrhenatherion a Polygonion avicularis.

## Popis
Ze silného, vytrvalého, mělce kořenícího, někdy hlízovitého, rozvětveného oddenku vyrůstají růžice listů a z nich v uzlinách kořenující, až metr dlouhé plazivé, výběžkaté, nadzemní lodyhy. Jsou porostlé až 20 cm dlouhými, přetrhovaně lichozpeřenými 7 až 12jařmými listy (s dlouhými, průsvitnými nahnědlými palisty) skládající se z 13 až 21 lístků velkých do 3 cm; mají vejčitý tvar, po obvodu jsou hluboce pilovité až peřenosečné, na rubu šedobíle přitiskle chlupaté a na líci přitiskle chlupaté až šedobíle plstnaté. Prvá část výběžkaté lodyhy končí květem a z paždí posledního listu vyrůstá ve směru předešlé druhá část lodyhy (která vypadá jako pokračování prvé) zakončená květem a odtud opět vyrůstá další část. Takováto lodyha se nazývá sympodium.
Květy mající v průměru 1,5 až 2,5 cm vyrůstají na stopkách dlouhých 2,5 až 5 cm zdánlivě po straně lodyhy. Mají nízkou, miskovitou číšku a na jejím okraji 5 kališních lístků přitiskle chlupatých (s nimi se střídá 5 kratších, často rozeklaných lístků kalíšku) a 5 zlatožlutých obvejčitých, na vrcholku zaokrouhlených lístků korunních které jsou mnohem delší než kališní. V číšce vyrůstá ve třech kruzích 20 tyčinek. Ve vnějším kruhu, je jich 10 (zákališních) a jsou vždy po dvou před plátkem korunním. Ve středním kruhu je 5 (zákorunních) a jsou nejkratší. Ve vnitřním je také 5, jsou nejdelší a střídají se se zákorunními. Uprostřed květu na nízkém, nedužnatém květním lůžku vyrůstá velký počet semeníků s čnělkami přirostlými po straně. Někdy se na rostlině objevují i květy pouze s pestíky, květy samičí. Rostliny vykvétají od května do podzimu. Ploidie 2n = 28, 42.

## Opylování
Opylování se děje pylem vlastním i cizím, neboť hmyz hledající nektar, než se přiblíží k bliznám semeníků, se prodírá tyčinkami s prašníky a je poprášen cizím i vlastním pylem. Před deštěm a na noc se květy zavírají a blizny se dostávají do styku s prašníky, dochází tehdy často k samoopylení.

## Rozmnožování
Mochna husí se rozmnožuje generativně i vegetativně. Plodem jsou nažky seskupené do souplodí, jsou 1,5 až 2 mm dlouhé a 1,3 mm široké, vejčité, hladké, matně červenohnědé, z jednom květu jich bývá okolo 30. Klíčí nerovnoměrně a klíčivost si podržují několik let. Prvým rokem vyroste ze semene pouze listová růžice a teprve druhým rokem plazivé šlahouny jimiž se rostlina šíří po okolí. Rozmnožuje se také oddenky a částmi kořenů nebo rozrušených listových růžic.

## Význam
V minulosti významná plevelná rostlina polí a zahrad, je vlivem správné orby a dodržováním osevního postupu z orné půdy téměř vytlačena a představuje problém jen na vlhkých, zanedbaných zahradách a loukách. Tam svým rychlým pokrytím okolního prostoru ostatní rostliny potlačuje, zastiňuje je a odebírá jim živiny.
Dříve se často používala v léčitelství, v letním období se sbírala kvetoucí nať a na podzim oddenky. Nať obsahuje silice, třísloviny, glykosidy, flavonoidy a hořčiny. Používá se hlavně pro svůj protikřečový účinek kdy uvolňuje hladké svalstvo, působí také protizánětlivě a svíravě (např. proti průjmům a bolestivé menstruaci). Zevně se používá ke koupelím zanícených ran. Mladé výhonky možno připravovat jako salát, nadrobno nasekané listy smíšené s otrubami jsou dobrým krmivem pro husy, které běžně rostoucí mochnu husí nežerou.

## Galerie

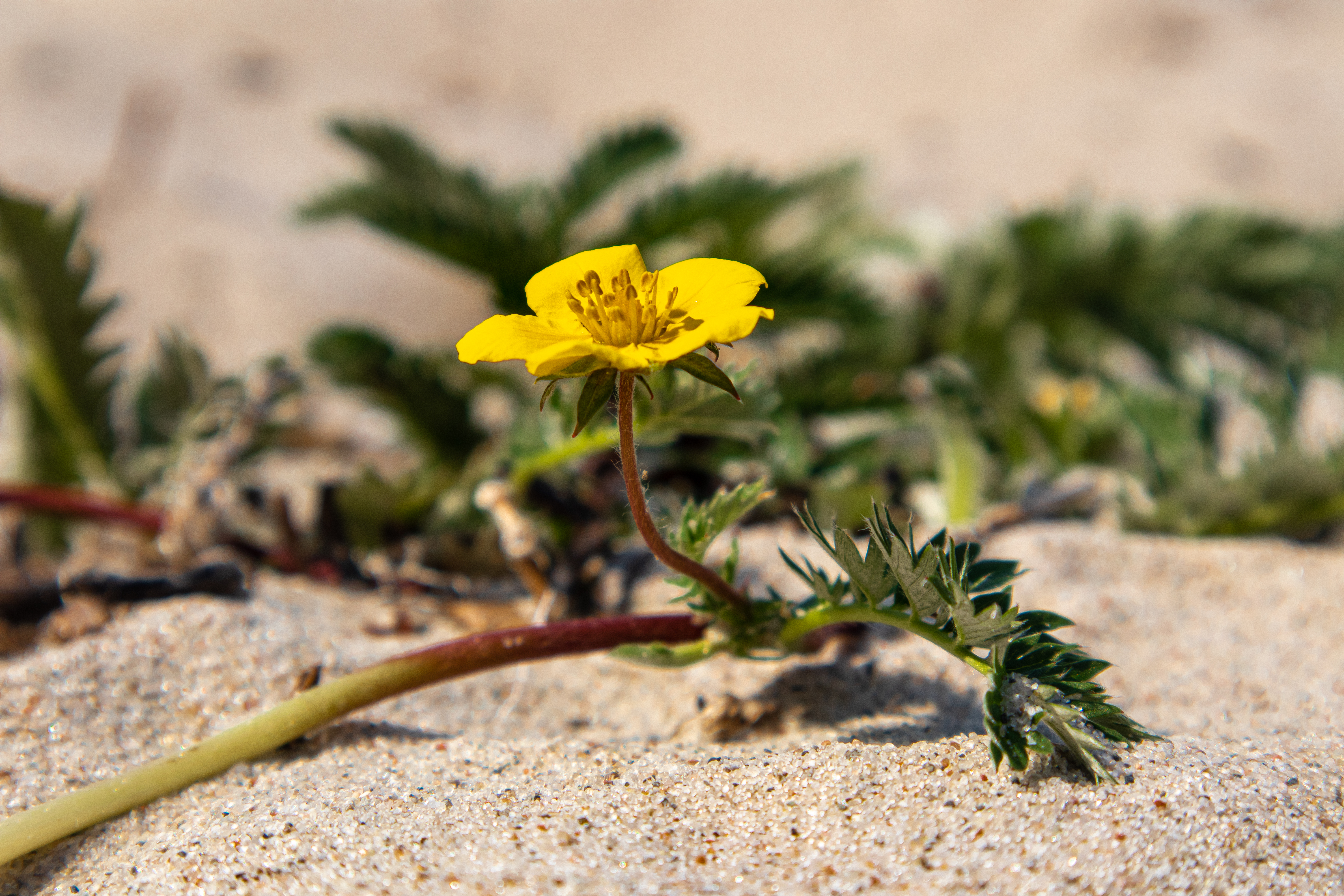
Mochna husí
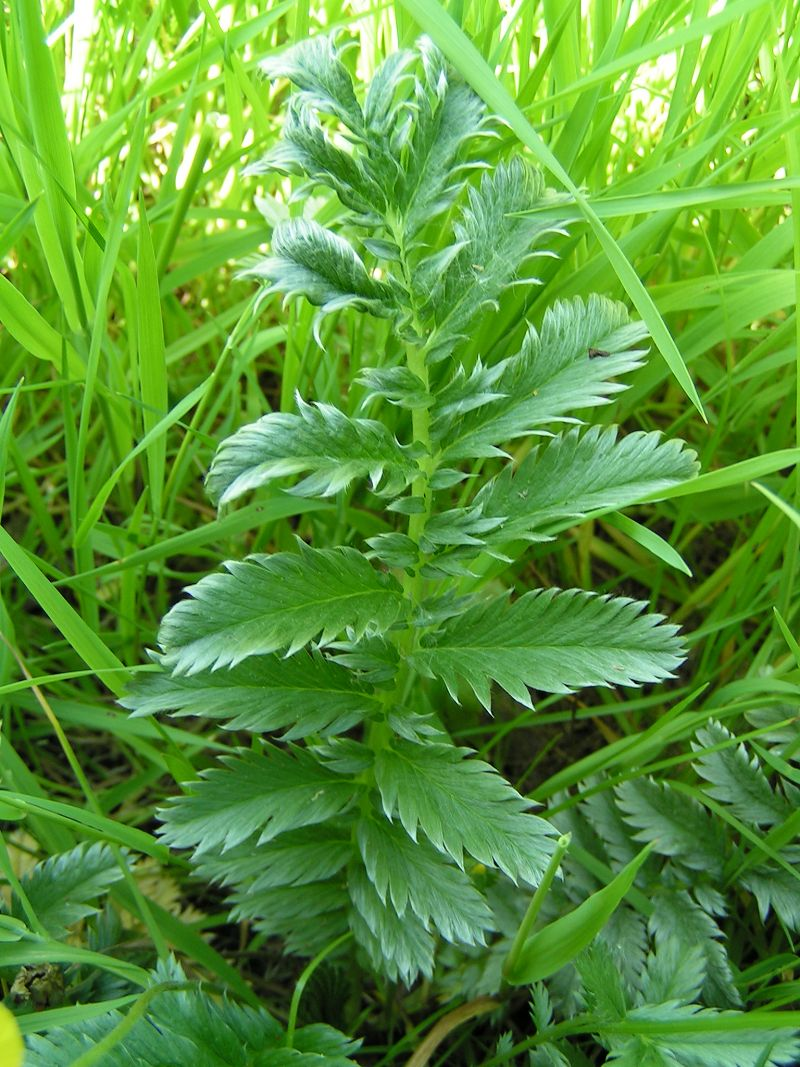
Přetrhovaně lichozpeřený list
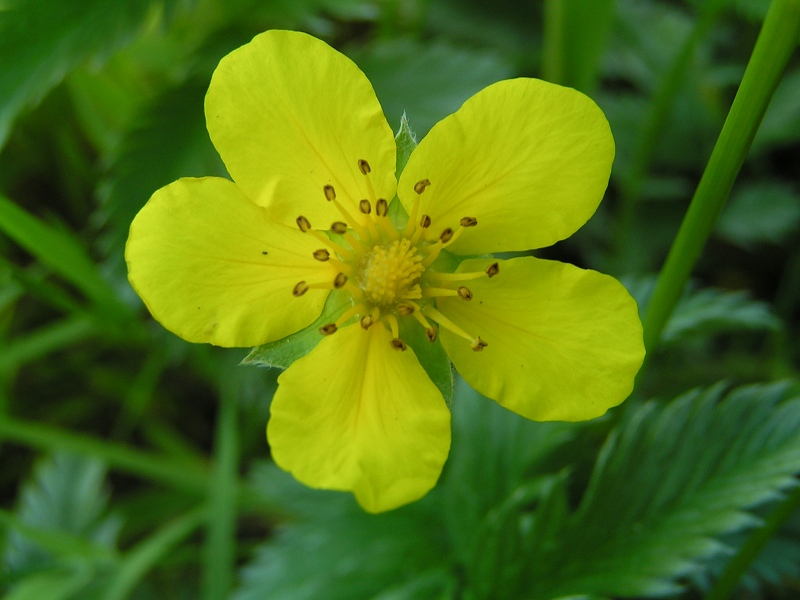
Pětičetný květ
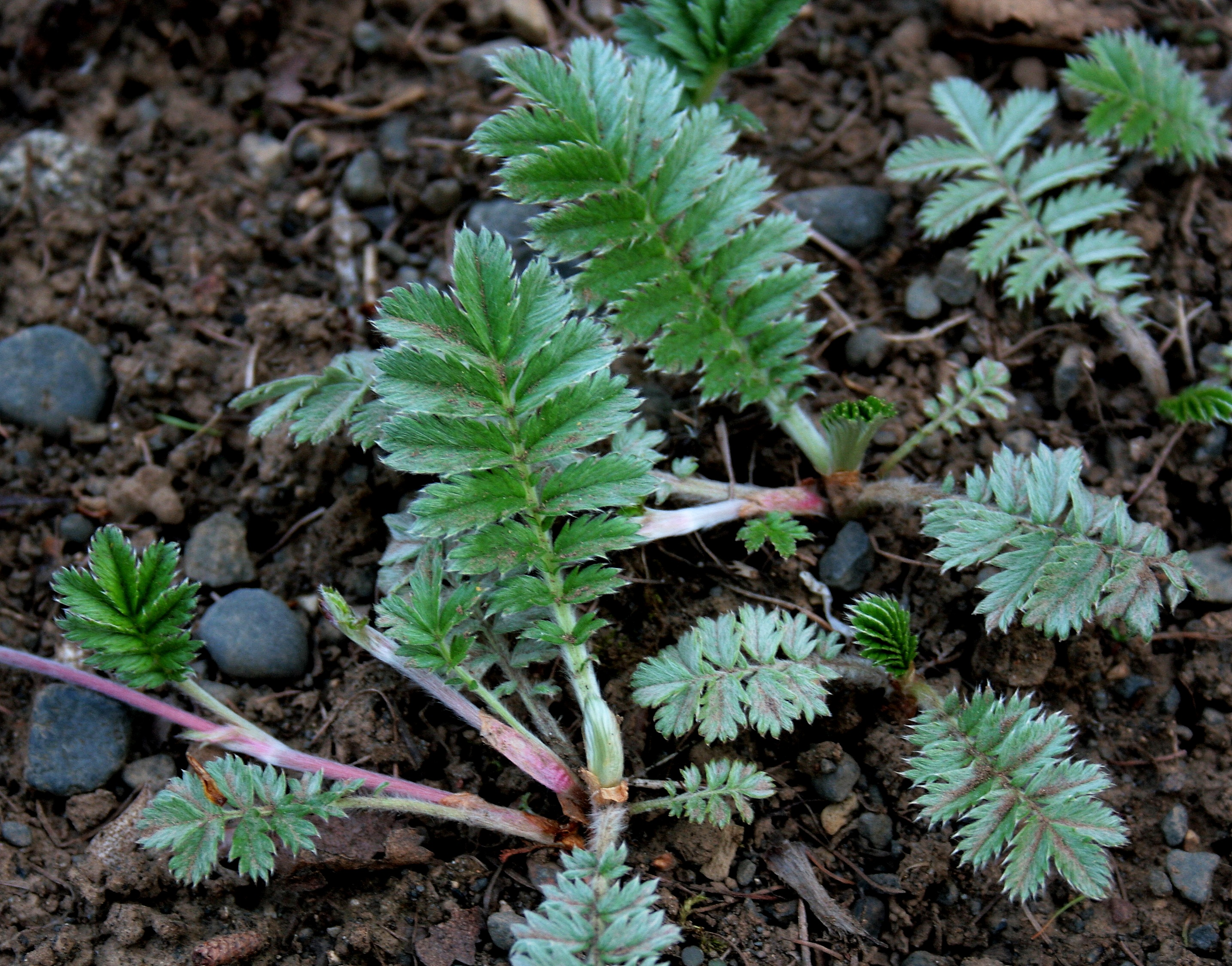
Listové růžice
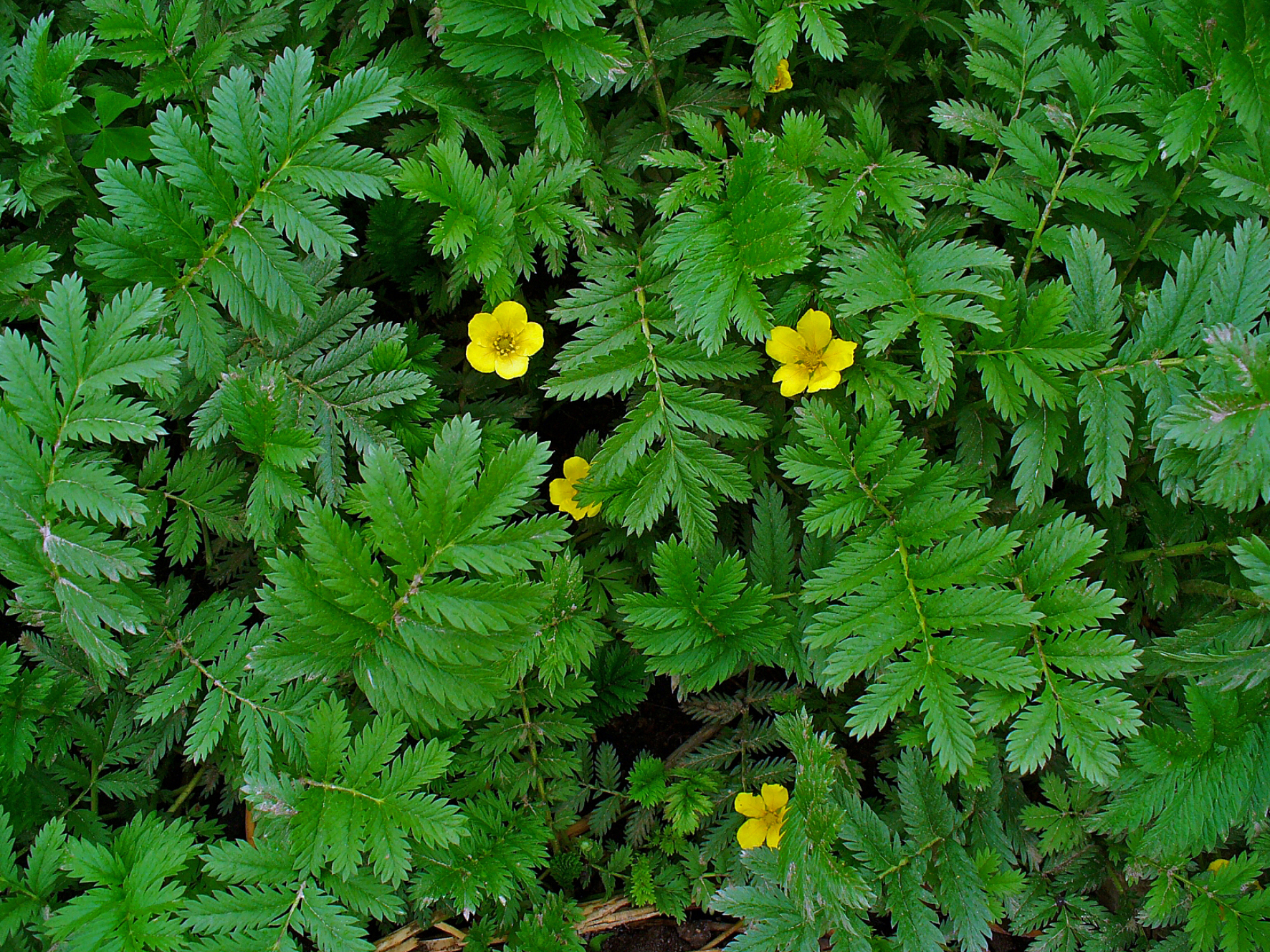
Zapojený porost